# Фиорентино, Николь
Николь Маргарет Фиорентино (англ. Nicole Margaret Fiorentino; 7 апреля 1979 года) — американская бас-гитаристка, с 2010 года — участница альтернативной рок-группы The Smashing Pumpkins.
Родилась в Ладлоу (Массачусетс). До присоединения к The Smashing Pumpkins она была участницей Radio Vago, чикагской альтернативной группы Veruca Salt, Spinnerette, Twilight Sleep и Light FM, последняя из которых была на разогреве у группы Билли Коргана Backwards Clock Society в ноябре 2009 года.